# Llms.txt
llms.txt (häufig auch als LLMS.txt geschrieben) ist ein vorgeschlagener Metadaten-Standard für Betreiber von Webseiten. Ziel ist es, Large Language Models (LLMs) wie ChatGPT, Claude oder Gemini eine kuratierte, leicht verarbeitbare Übersicht der wichtigsten Ressourcen einer Domain bereitzustellen. Der Standard wurde im September 2024 vorgestellt und geht auf eine Initiative des Informatikers Jeremy Howard zurück.

## Abgrenzung
Im Unterschied zur robots.txt, die hauptsächlich den Zugriff klassischer Webcrawler reguliert, versteht sich llms.txt als Inhaltsverzeichnis speziell für KI-Systeme. Es verlinkt lediglich solche Ressourcen, die hierfür relevant sind, und unterscheidet sich damit auch von sitemap-basierten Komplettverzeichnissen.

## Hintergrund
Mit dem Aufkommen generativer Such- und Assistenzsysteme hat sich die Art der Informationsabfrage stark verändert. Statt klassischer indexbasierter Suchmaschinen, die auf Ressourcen wie Webseiten oder Dokumente verlinken, werden verstärkt Chatbots genutzt, die selbständig das Internet durchsuchen und auf dieser Basis eine Antwort generieren. Auch die Betreiber hinter LLMs nutzen Inhalte aus dem Internet, um ihre Modelle zu trainieren. Dabei sind HTML-Seiten oft auf die Betrachtung durch Menschen über Webbrowser optimiert und eignen sich nicht unbedingt für die Gewinnung von strukturierten Informationen. llms.txt soll diese Hürden überwinden, indem Betreiber gezielte maschinenlesbare Links bereitstellen. Dies ermöglicht zugleich, datenschutz- oder lizenzkritische Dokumente auszuklammern.

## Format
Der Standard sieht eine Markdown-Datei mit dem Namen llms.txt vor, die im Wurzelverzeichnis einer Webseite abgelegt wird. Ein gültiges Dokument beginnt mit einer H1-Überschrift, gefolgt von Beschreibung und thematischen Link-Abschnitten. Für große Projekte existiert ein weiterer Standard llms-full.txt, der vollständige Inhalte enthält.

## Verbreitung und Implementierungen
Der Standard wird bereits von diversen Webseiten genutzt, ein öffentliches Verzeichnis listet hunderte Domains, die die Datei enthalten. Einzelne Open-Source-Projekte pflegen ihre Dokumentation zusätzlich als llms.txt. Für WordPress existieren Plugins, um die Datei automatisch zu erstellen.
Diverse Hosting-Anbieter, Softwarehersteller und SEO-Blogs empfehlen das Format.

## Kritik
Bisher hat kein großer Anbieter von LLMs oder Chatbots eine verbindliche Unterstützung des Standards zugesagt. Vorteile und reale Nutzungsszenarien bleiben daher spekulativ.